# Grottes des mille Bouddhas de Dunhuang
Pour les articles homonymes, voir Grottes des mille Bouddhas.

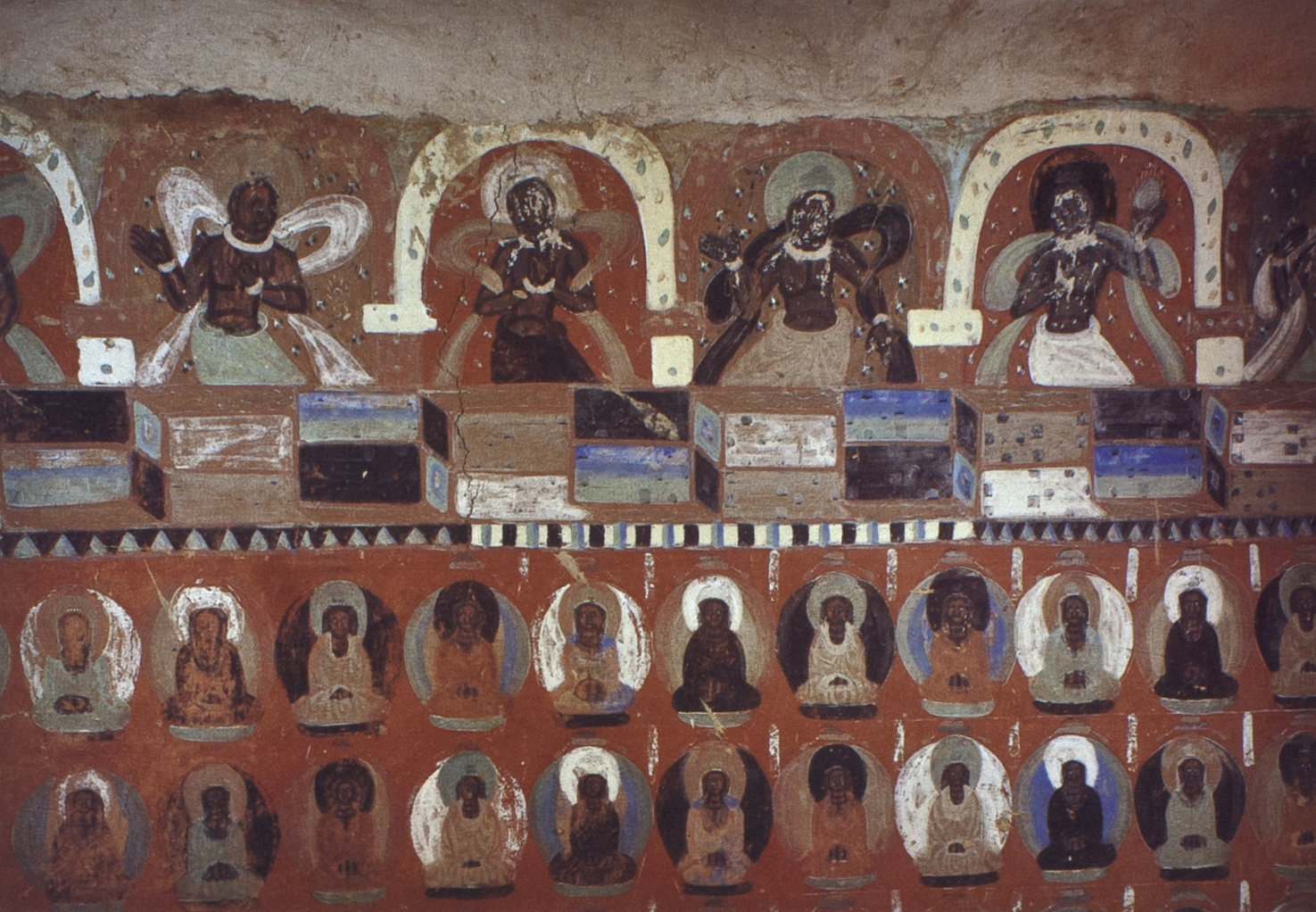
Paroi d'une des grottes.

Les grottes des mille bouddhas de Dunhuang (chinois : 西千佛洞 ; pinyin : xī qiānfó dòng ; litt. « grotte des mille bouddhas de l'Ouest ») sont des grottes bouddhiques du site des grottes de Mogao, notamment célèbres à cause de leurs fresques. 
Elles se trouvent dans les falaises de la rivière Dang, au Sud-Est de Shazhou zhen, centre urbain de la ville-district de Dunhuang, à l'Ouest de la province de Gansu en Chine. Ce point est situé sur l'ancienne route de la soie, à un carrefour où aboutissaient les routes du désert de Gobi, venant du Tsaidam, région mongole au Sud, ainsi que du lac Lob Nor à l'Ouest et de Hami au Nord, routes principalement employées par les Turcs.
Ces grottes ornées sont réputées pour leur art rupestre bouddhique, à l'instar de celles Longmen, de Yungang, de Bezeklik et de Kizil.